# Ginevra Vivante
Ginevra Vivante (Venezia, 24 giugno  1902 – Venezia, 12 gennaio 1996) è stata un soprano italiano dotata di voce bella e calda nonché di tecnica invidiabile, si impose nel genere liederistico e da camera con vasto repertorio che spaziava dal primo barocco alla musica contemporanea.

## Biografia
Veneziana di nascita studiò canto con Giacomo Benvenuti e continuò gli studi musicali al Conservatorio Benedetto Marcello di Venezia con Mirko Bonomi. Iniziò la sua carriera di soprano verso gli anni '30 orientandosi decisamente verso il repertorio cameristico e oratoriale; mettendo in atto una scelta certo rara ed elitaria in un'epoca in cui il mondo dell'opera, almeno in Italia, era ancora imperante.
Grazie alla suadente qualità della sua voce, calda ed espressiva, nonché alla sua preparazione tecnica,   non tardò a farsi apprezzare dai più grandi compositori moderni e da direttori d’orchestra della qualità di Vittorio Gui, Mario Rossi, Fernando Previtali, Ildebrando Pizzetti, Antonio Guarnieri, Bruno Maderna, Hermann Scherchen,Paul van Kempen oltre a Nino Sanzogno, Igor Markevitch, Guido Cantelli, Ettore Gracis e altri; mentre pianisti del calibro di Alfredo Casella, Mario Castelnuovo-Tedesco, Giorgio Federico Ghedini, Guido Agosti e Giorgio Favaretto collaborarono a suoi concerti liederistici.
Nel maggio 1933 prese parte ad un concerto corale tenuto nella Chiesa di Santa Trinita di Firenze in cui vennero eseguite Laudi toscane e umbre del XIII e XV secolo. Ginevra cantò al fianco di Saturno Meletti, Hina Spani e Laura Pasini. Nel febbraio del 1934, nella Sala Bianca di Palazzo Pitti a Firenze fu data la prima esecuzione fiorentina di El retablo de Maese Pedro, un'opera lirica di Manuel de Falla che fu diretta da Fernando Previtali; Ginevra vi prese parte con Emilio Ghirardini e Angelo Parigi. Sempre a Firenze, nell'aprile di quell'anno, in un concerto diretto da Vittorio Gui al Teatro Comunale interpreta liriche siciliane di Giuseppe Mulè. Al Teatro alla Scala di Milano, nel maggio 1934, in prima assoluta, esegue sette pezzi per orchestra, coro e soprano da La Rappresentazione di Santa Uliva di Ildebrando Pizzetti. 
Nel dicembre 1936 ancora al Palazzo Pitti di Firenze, con un gruppo strumentale diretto da Nino Sanzogno e con l'arpista Clelia Gatti Aldrovandi esegue Vocalizzo e Lamento di Arianna di Goffredo Petrassi, la Pastorale di Benedetto Marcello e due Canzonette di Claudio Monteverdi. Nel dicembre 1939 la casa discografica La Voce del Padrone la scritturò per interpretare il personaggio di Euridice nella prima incisione assoluta del L'Orfeo di Monteverdi. Questo fu l'ultimo incarico canoro affidato a Ginevra che, essendo di famiglia ebraica, a causa delle leggi razziali fu costretta al silenzio in Italia e, per cantare, fu costretta a recarsi in Svizzera. Dopo la liberazione nell'aprile 1945 riprese subito a cantare. Nell'aprile 1946 cantò nella Giovanna d'Arco al rogo di Arthur Honegger, un ruolo che aveva già sostenuto in Svizzera.Nel 1947 sposa lo scrittore Aldo Camerino che a quel tempo era critico letterario di varie riviste e periodici.
Fu più volte invitata a esibirsi in concerti sia dalla  Sala Angelicum che dal Teatro Nuovo di Milano. Nel 1950 canta a Genova nell'oratorio San Giovanni Battista di Alessandro Stradella assieme a Cesare Siepi, Lucia Danieli e Amedeo Berdini sotto la bacchetta di Gianandrea Gavazzeni. Nel 1967 partecipò alle celebrazioni dell'Anno Monteverdiano, rimanendo impressa negli ascoltatori per la sua commossa interpretazione del Lamento di Arianna.

### Annotazioni
1. ↑  « [...] si è imposta in Italia e all’estero per intelligenza, sensibilità, istinto stilistico, bellissima e calda voce, bravura tecnica...»
2. ↑  In questa edizione, diretta da Paul Lacher, l'attrice che impersonava Giovanna era Sarah Ferrati.

### Fonti
1. 1 2   Fondo Ginevra Vivante, su Fondazione Ugo e Olga Levi. URL consultato il 20 marzo 2023.
2. 1 2 3 4 5 6   Luciano di Cave, Mille voci una stella - il contributo degli esecutori vocali ebrei o di origine ebraica alla musica operistica italiana, Roma, Carucci Editore, 1985,  pp. 210-212.
3. ↑   AA:VV:;, Enciclopedia della Musica Ricordi, Milano, Ricordi, 1963,  alla voce Ginevra Vivante.